# Adam Johnson
Pour les articles homonymes, voir Adam Johnson (écrivain) et Adam Johnson (hockey sur glace).
Adam Johnson, né le 14 juillet 1987 à Sunderland, est un footballeur international anglais.

## Carrière

### Débuts à Middlesbrough
Né à Sunderland, et supporter du club de la ville comme toute sa famille, Johnson est recruté par l'académie de Middlesbrough, après avoir été repéré par les recruteurs du club lors d'un match scolaire. Diplômé par le club, il remporte en 2004 la FA Youth Cup. À dix-sept ans, le 17 mars 2005, il joue son premier match avec Boro, contre le Sporting Lisbonne en huitièmes de finale de Coupe de l'UEFA. Presque six mois plus tard, il fait ses débuts en Premier League, remplaçant Stewart Downing, blessé, lors de la victoire deux à un de Middlesbrough à domicile contre Arsenal. Passé professionnel lors de la saison 2005-2006, il passe la majorité du temps sur le banc des remplaçants, et joue principalement des rencontres de Coupe de l'UEFA. Le 3 mai 2006, utilisé par Steve McClaren pour faire souffler ses partenaires avant la finale de coupe UEFA, il marque son premier but avec Boro en championnat contre Bolton. Le 30 juin, il signe une prolongation de contrat de quatre ans.

### Les différents prêts en deuxième division
Le 16 octobre 2006, après avoir joué quatre matches pour Middlesbrough en début de saison, il rejoint Leeds United pour un prêt d'un seul mois. Il y dispute les cinq matches de Championship, puis retourne au Riverside Stadium. De nouveau, il est utilisé quelques minutes par match, jusqu'au 13 février 2007, date des seizièmes de finale de Coupe d'Angleterre. Ce soir là, il remplace Lee Cattermole après l'heure de jeu, et permet à son équipe de se remettre en selle. À égalité après cent-vingt minutes, Boro s'en remet à lui pour se qualifier lors des tirs au but. Johnson est ensuite titularisé plus souvent, et joue sept matches en moins de deux mois. En septembre 2007, il est prêté trois mois à Watford, club lui aussi de deuxième division anglaise. Il joue douze matches pour le club et marque cinq fois, avant d'être rappelé par Middlesbrough plus tôt que prévu, en novembre, ayant rendu quelques brillantes copies avec les Hornets.

### La confirmation à Boro
De retour à Middlesbrough, Johnson arrive avec le statut de titulaire en puissance. Lors du reste de la saison 2007-2008, il dispute vingt-et-un matches. L'année suivante, il joue en tant que remplaçant de Downing, puis en tant que titulaire avec la longue blessure de ce dernier. Il devient ensuite le milieu de terrain principal du club, après le départ de Downing vers Aston Villa en 2009. Il prend alors son rôle de buteur, et marque trois des cinq buts de Boro au cours des trois premiers matches de la saison. En une moitié de saison, il joue vingt-six rencontres, et inscrit douze buts. Le jeune joueur anglais est alors l'objet de rumeurs et d'offres provenant de Premier League, toutes repoussées par Middlesbrough. Malgré cela, Johnson choisit de ne pas prolonger son contrat, qui doit prendre fin après la saison 2009-2010.

### Avec Manchester City
Le 1er février 2010, il signe un contrat de quatre ans et demi avec Manchester City, pour remplacer numériquement Robinho, parti quatre jours plus tôt à Santos. City dépense plus de huit millions d'euros pour s'attacher les services de ce « jeune talent britannique ». Il fait sa première apparition pour le club le 6 février, remplaçant Stephen Ireland contre Hull City. Trois jours plus tard, il est titularisé pour la première fois contre Bolton, joue attaquant droit aux côtés de Carlos Tévez et Emmanuel Adebayor et termine « homme du match » lors de la victoire deux à zéro de son club,. Johnson marque son premier but le 14 mars contre le club de sa ville natale, Sunderland, égalisant lors des arrêts de jeu d'une superbe frappe dans la lucarne opposée de Craig Gordon, après avoir remplacé Wright-Phillips à la soixante-douzième minute. Très régulier, il s'offre une place dans le onze de départ de Roberto Mancini, et entrevoit les portes de la sélection anglaise.
Johnson réalise un bon début de saison en faisant un excellent match face à Liverpool et fut désigné homme du match face à Blackburn. Mais au fil des journées l'ailier anglais joue de plus en plus sur le banc de touche car Roberto Mancini alignait David Silva à sa place qui avait besoin d'un temps d'adaptation pour s'habituer en Premier League.
Le 1er janvier 2011, il est titularisé et marque un but contre Blackpool.

### Sunderland AFC
Le 24 août 2012, Johnson signe un contrat de quatre ans en faveur de Sunderland.

## Vie personnelle
Le 2 mars 2015, Johnson est arrêté par la police pour une liaison avec une fille de 15 ans. Il est rapidement libéré sous caution mais son club le suspend jusqu'aux conclusions de l'enquête.
Le 11 février 2016, il est licencié par son club, après avoir reconnu les rapports avec cette fille dont il connaissait la minorité.
Le 2 mars 2016, l'ancien international anglais est jugé coupable d'attouchements sexuels sur une mineure de 15 ans. Il encourt une peine de cinq ans de prison.
Le 24 mars 2016, Adam Johnson est condamné à six ans de prison. Cependant il fait appel de la décision le jour même, appel qui n'est pas accepté en juillet 2016.
Le 22 mars 2019, il est libéré, mais doit vivre à adresse fixe et ne peut pas rester seul avec sa fille de 4 ans.

## Palmarès
- Finaliste de la Coupe UEFA : 2006
- Vice-Champion d'Europe espoirs : 2009

- Vainqueur de la Coupe d'Angleterre en 2011 avec Manchester City
- Finaliste du Community Shield en 2011 avec Manchester City
- Champion d'Angleterre en 2012 avec Manchester City